# Begraafplaats van Prouvy
De Begraafplaats van Prouvy is een gemeentelijke begraafplaats in de Franse gemeente Prouvy. De begraafplaats ligt in het oosten van het dorpscentrum.

## Brits oorlogsgraf
Op de begraafplaats bevindt zich een Brits oorlogsgraf uit de Eerste Wereldoorlog. De gesneuvelde is geïdentificeerd en het graf wordt onderhouden door de Commonwealth War Graves Commission. In de CWGC-registers is de begraafplaats opgenomen als Prouvy Communal Cemetery.